# Yıldızeli (district)
Yıldızeli is een Turks district in de provincie Sivas en telt 33.486 inwoners (2017). Het district heeft een oppervlakte van 3044,1 km². Hoofdplaats is Yıldızeli.

## Bevolking
In 1965 telde het district Yıldızeli ongeveer 65.500 inwoners, waarvan c. 6.000 in de stad Yıldızeli en de rest in de dorpen op het platteland. De bevolking groeide, ondanks de massale emigratie van dorpelingen naar verschillende steden in Turkije en naar het buitenland, langzaam tot een maximum van 76.232 personen in 2000, waarvan 16.070 in de stad Yıldızeli en 60.162 in de dorpen. Vanaf 2000 begon het inwonertal echter te krimpen, als gevolg van de voortdurende emigratie, maar ook het dalende geboortecijfer. In 2020 telde het district 31.748 inwoners, een halvering ten opzichte van 2000. Van deze 31.748 inwoners leefden er 6.830 in de stad en 24.918 in dorpen op het platteland.
Vanwege een beveiligingsprobleem met de MediaWiki Graph-software is het momenteel niet mogelijk deze grafiek weer te geven. Zodra de software is bijgewerkt zal de grafiek vanzelf weer zichtbaar worden.
Naast de districtshoofdstad Yıldızeli bestaat het district uit andere gemeenten (Belediye), waaronder Güneykaya, Kalın (815 inw.), Kavak (787 inw.), Kümbet (766 inw.), Şeyhhalil (602 inw.) en Yavu (660 inw.). Verder zijn er 118 dorpen (Köyler) met gemiddeld 210 inwoners. 